# Пауло Баррето
Пауло С. Л. М. Баррето (народився у 1965 році) — бразильський криптограф та один з розробників функції Whirlpool криптографічної геш-функції і блочних шифрів Анубіс і KHAZAD, разом з Вінсентом Рейменом.

## Походження та навчання
Пауло Баррето народився в місті Сальвадор, столиці північно-східного штату Баїя у Бразилії.
У 1987 році він закінчив факультет фізики університету Сан-Паулу. Згодом він працював в компаніях  Unisys Brazil Ltd і Scopus Tecnologia S / A як розробник програмного забезпечення, а потім як головний криптограф.
Пауло Баррето отримав ступінь доктора філософії у 2003 році.

## Трудова діяльність
Він працював на посаді доцента на кафедрі комп'ютерних та цифрових інженерних систем, Політехнічної школи Університету Сан-Паулу. В даний час він обіймає посаду професора в Інституті технології Університету Вашингтона Такома.

## Наукові досягнення
Пауло Баррето також є співавтором низки науково-дослідних робіт з криптографії на основі еліптичних кривих і парування на основі криптографії, включаючи методу електронного спарення, криптографічних протоколів на основі ідентичності та сімейства зруйнованих еліптичних кривих Barreto-Naehrig (BN).
Зовсім недавно він зосередив свої дослідження на пост-квантовій криптографії, будучи одним з першовідкривачів квазі-діадних кодів і квазіциклічних кодів перевірки на перевірку паритету (QC-MDPC) з середньою щільністю (QC-MDPC)
для створення криптосистем McEliece і Niederreiter та пов'язаних схем.
Його робота «Ефективні алгоритми для створення криптосистем на базі пари», написана спільно з Хе Ю. Кімом, Беном Лінном та Майком Скоттом, представлена на конференції Crypto 2002, була визначена в березні 2005 року як «Гарячий документ», а в грудні 2005 року як «Fast Breaking Paper», за даними Thomson ISI Essential Science Indicators (нині Наукові спостереження), внаслідок того, що вона є однією з найвищих десятих відсотків (0,1 %) більшості цитованих документів, і маючи найбільший відсоток збільшення цитат в категорії комп'ютерних наук.

## Нагороди
Пауло Баррето був нагороджений премією SFI E. T. S. Walton 2008—2009.